# Nexus Player
O Nexus Player é um reprodutor de mídia digital desenvolvido pela Google e pela Asus, foi lançado em 3 de novembro de 2014 inicialmente na Google Play pelo preço de US$99. É o primeiro dispositivo a rodar a plataforma Android TV, sendo o sucessor do Nexus Q.

## Especificações
O dispositivo roda um processador Intel Atom 1,8GHz quad-core com 1 GB de RAM e 8GB de armazenamento interno, vem com um controle remoto bluetooth com microfone incluso para pesquisas utilizando voz, também pode ser controlado por qualquer smartphone ou  relógio de pulso com sistema Android.